# 天空亮度

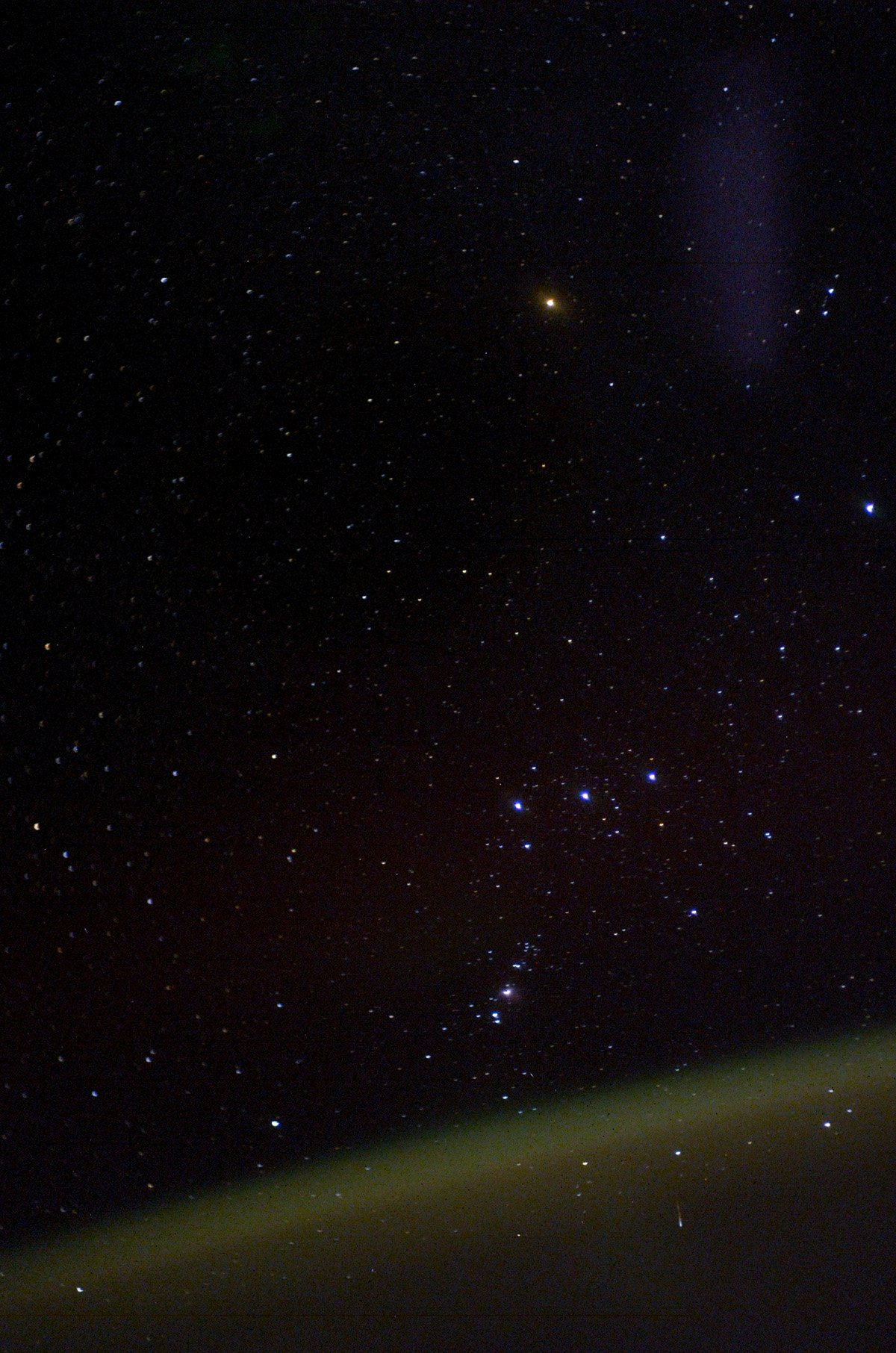
從國際太空站上看見的氣輝。（NASA）

天空亮度是指視覺感受的天空反射和輻射的光。事實上，晚上可以很容易地觀測到天空不是完全的黑暗。如果能將來自天空的光源（例如月光和來自城市的光汙染）完全移除，它看起來才是絕對黑暗，但這樣就不可能看見物體與天空的輪廓。
天空的亮度差別很大，每一天的主要原因也不盡相同。在白天，當太陽在地平面之上時，直接散射的陽光（瑞利散射）佔有壓倒性的優勢。在日出與日沒前後的曙暮光情況較為複雜，必須進一步的區分和了解。曙暮光依據太陽在地平面下的角度分為三個區段，每一段為6°。 
在日沒之後的第一段是民用曙暮光，開始於日沒，結束於太陽在地平線下6°。緊接著的是航海曙暮光，太陽在地平線下的角度從6°－12°。最後是太陽在地平面下12°－18°的天文曙暮光。一般而言，當太陽的位置在地平面下18°，天空已經到達最黑暗的程度。
有幾個來源被認為是天空本質的亮度，統稱為氣輝，還有間接散射的陽光、散射的星光、和人為的光汙染。
氣輝現象是瑞典科學家安德斯·埃格斯特朗在1868年首先確認的。從此之後，在實驗室裡和對各種化學反應的研究，已經觀察到這是電磁能量過程的一部分。科學家也發現這些過程會出現在地球的大氣層，天文學家也已經驗證這些過程和排放的存在。

## 氣輝
當物理學家安德斯·埃格斯特朗研究極光的光譜時，他發現即使在沒有極光出現的夜晚，極光特徵的綠色譜線依然存在著。直到1920年，科學家才開始確定並了解這條發射譜線來自極光和天空本身，和是甚麼原因造成的。埃格斯特朗觀測到的綠線是波長為557.7nm的發射譜線，實際上是上層大氣中重組的氧氣造成的。
氣輝是在上層大氣發生的各種程序的總體名稱，以來自太陽的紫外線為主要的驅動力量，結果則是發射出的一顆光子。幾條最顯著的發射線是來自氧原子的557.7nm的綠線、鈉的589.0和589.6nm雙黃線、和氧原子在630.0和636.4nm的紅線。
鈉的發射來自高度90－100Km，厚度僅約10km的鈉層，位置在中氣層頂和電離層的D層之上。紅色的氧原子譜線源於高約300km的F層中。氧原子的綠線案不再更寬廣的空間中。目前仍不清楚鈉是如何到達中氣層的高度，但它被認為是海鹽和隕石塵埃的組合輸送上去的。 
在白天，鈉和氧原子的紅色輻射是明顯的，發射的量大約是夜晚的1,000倍，這是因為大氣層的上層充份的暴露在太陽的紫外線輻射下。但是對人眼來說完全不會引人注目，因為它完全消失在刺眼的散射陽光內。

## 間接散射的陽光
間接散射的陽光來自兩個方向：從大氣層本身和從太空。第一種情況在太陽剛西沉，但依然照亮上層大氣。因為散射的陽光量和參與散射的粒子數（即空氣分子）成正比，這部分的散射光強度會隨著太陽在地平面的下降迅速減少。， 
太陽的海拔高度是< -6°，在天頂的大氣層99%是在地球的陰影內和被二階散射照亮。然而在地平面沿著地面線的大氣仍然有35%被直接照亮，並繼續直到太陽抵達-12°。從-12°到-18°，只有在地平面沿線上方高處的大氣層被照亮。在那之後所有直接照射的光都終止，被設定為天文黑夜開始。
第二個散射的光源是黃道光，是行星計塵埃造成的陽光反射和散射。黃道光的強度取決於塵埃的組成和分布，與地球（觀測者所在點）在一年中的觀測位置。

## 來自地球之外的散射光
不只是陽光被空氣中的分子散射，星光和銀河系的漫射光也會被空氣散射。it is found that stars up to V magnitude 16 contribute to the diffuse scattered starlight.（此句不瞭解？） 
其它的來源，像是星系和星雲則沒有甚麼重大貢獻。

## 光汙染
光汙染是城市化地區的天空亮度不斷增加的來源。在人口稠密的地區，通常沒有嚴格的光汙染控制，夜晚的天空亮度是沒有燈光時的5倍至50倍，而且很多的光汙染的影響在整個晚上都遠遠的超過大自然的來源（包含月光）。

## 曙暮光
太陽剛西沒時，天空的光度急遽下降，使我們可以看見高處的大氣層在太陽高度降到-12°以下之前，依然充滿著陽光，因而使我們能夠看見氣輝。在這段期間，來自鈉的黃色和來自氧原子的630nm紅色發射線佔主導地位，並對民用曙暮光和航海曙暮光略帶紫色的顏色做出貢獻。
在航海曙暮光結束時的太陽高度，較早時發射的光強度呈線性衰減，直到只剩下氧原子的綠線作為主要來源 
天文黑夜開始，綠色的557.7nm的氧原子譜線成為主導，並且大氣散射的星光也開始呈現。

## 相對的貢獻
下表給出在中緯度沒有月光，沒有任何光汙染，完全黑暗的夜晚，對天頂的天空亮度提供的相對和絕對貢獻。
| 成因         | 表面亮度[S10] | 百分比 |
| ------------ | ------------- | ------ |
| 氣輝         | 145           | 65     |
| 黃道光       | 60            | 27     |
| 被散射的星光 | 〜15          | 7      |

（S10單位被定義為一顆星的視星等是10等，和它的光散布在一平方度或27.78mag arcsec−2表面的亮度。）
在天頂的可見光總光度大約是220S10，或21.9 mag/arcsec²。請注意，來自氣輝和黃道光貢獻，隨著一年中的時間和位置、太陽活動、和觀測者的緯度，變化大致如下：
{\displaystyle {\rm {Airglow}}/{\rm {S}}_{10}=145+108(S-0.8)}
此處S是太陽10.7cm在MJy的通量，在11年的太陽活動週期的正弦變量，在0.8－2.0之間。在太陽活動極大期的貢獻效益約為270S。
黃道光的強度取決於在天空中觀測點的黃道的緯度和經度在日心經度> 90度的變化：
{\displaystyle {\rm {ZodiacalLight}}/{\rm {S}}_{10}=140-90\sin(|\beta |)}
此處β是小於60°的黃道緯度，當大於60°時的貢獻量請查表。沿著黃道平面的黃道光越靠近太陽會越明亮，還有第二個最亮的部分在經度相對180度之處的對日照。
在極端的情況下，天頂的自然亮度可以高達〜21.0 mag/arcsec²，大約是平常條件下亮度的兩倍。